# Adalgisa Gabbi
Adalgisa Gabbi (Parma, 23 maggio 1857 – Milano, 16 dicembre 1933) è stata un soprano italiano.

## Biografia
Studiò prima a Parma con Lodovico Spiga, poi a Milano con Felice Varesi. Debuttò a Lecco nel Ruy Blas di Filippo Marchetti.
Negli ultimi venti anni del XIX secolo fu cantante di grandissimo successo, sia in Italia che all'estero. Smise di cantare nel 1900. Anche la sorella Leonilde fu un'apprezzata cantante.
Fu presente a Cuba, al Teatro Colón di Buenos Aires, a Rio de Janeiro, al Teatro Municipal di Santiago, ma anche a Londra e in altri teatri europei. In Italia cantò moltissimo soprattutto al Teatro Costanzi di Roma e al Teatro San Carlo di Napoli, ma fu anche alla Scala di Milano (dove il 26 dicembre 1889 fu tra gli interpreti della prima italiana de I maestri cantori di Norimberga di Wagner).
Il vasto repertorio comprendeva molti ruoli verdiani (in Aida, Trovatore, Traviata e Otello) e wagneriani (Tannhäuser, Tristano e Isotta). Interpretò inoltre Gli ugonotti e L'africana di Meyerbeer, Il Guarany di Gomes, il Faust di Gounod. Il 10 marzo 1896, a Roma, fu tra i primi interpreti di Chatterton di Leoncavallo.

## Repertorio
| Ruolo                   | Titolo                          | Autore      |
| ----------------------- | ------------------------------- | ----------- |
| Norma                   | Norma                           | Bellini     |
| Carmen                  | Carmen                          | Bizet       |
| Elena Margherita        | Mefistofele                     | Boito       |
| Lucrezia Borgia         | Lucrezia Borgia                 | Donizetti   |
| Isabella d'Aragona      | Cristoforo Colombo              | Franchetti  |
| Ricke                   | Germania                        | Franchetti  |
| Cecilia                 | Il Guarany                      | Gomes       |
| Odalea                  | Condor                          | Gomes       |
| Margherita              | Faust                           | Gounod      |
| Rachele                 | L'ebrea                         | Halévy      |
| Nedda                   | Pagliacci                       | Leoncavallo |
| Jenny Clark             | Chatterton                      | Leoncavallo |
| Maria                   | Ruy Blas                        | Marchetti   |
| Santuzza                | Cavalleria rusticana            | Mascagni    |
| Valentina               | Gli ugonotti                    | Meyerbeer   |
| Selica                  | L'africana                      | Meyerbeer   |
| Aldona                  | I Lituani                       | Ponchielli  |
| Gioconda                | La Gioconda                     | Ponchielli  |
| Elvira                  | Ernani                          | Verdi       |
| Gilda                   | Rigoletto                       | Verdi       |
| Leonora                 | Il trovatore                    | Verdi       |
| Violetta Valéry         | La traviata                     | Verdi       |
| Duchessa Elena          | I vespri siciliani              | Verdi       |
| Amelia                  | Un ballo in maschera            | Verdi       |
| Donna Leonora di Vargas | La forza del destino            | Verdi       |
| Elisabetta di Valois    | Don Carlo                       | Verdi       |
| Aida                    | Aida                            | Verdi       |
| Desdemona               | Otello                          | Verdi       |
| Mrs. Alice Ford         | Falstaff                        | Verdi       |
| Elisabeth Venere        | Tannhäuser                      | Wagner      |
| Isotta                  | Tristano e Isotta               | Wagner      |
| Eva                     | I maestri cantori di Norimberga | Wagner      |